# 马达肋纳小堂

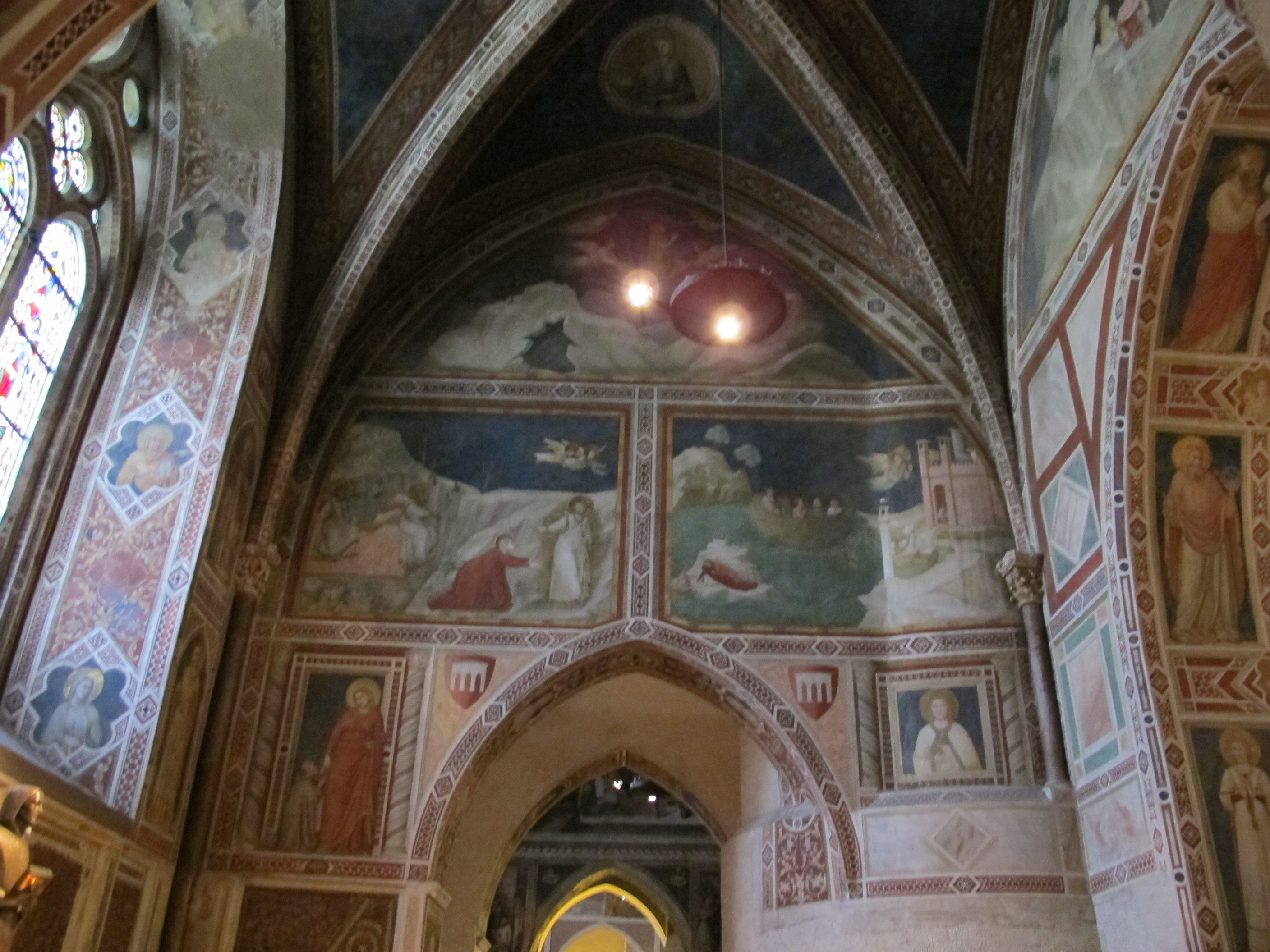
右墙

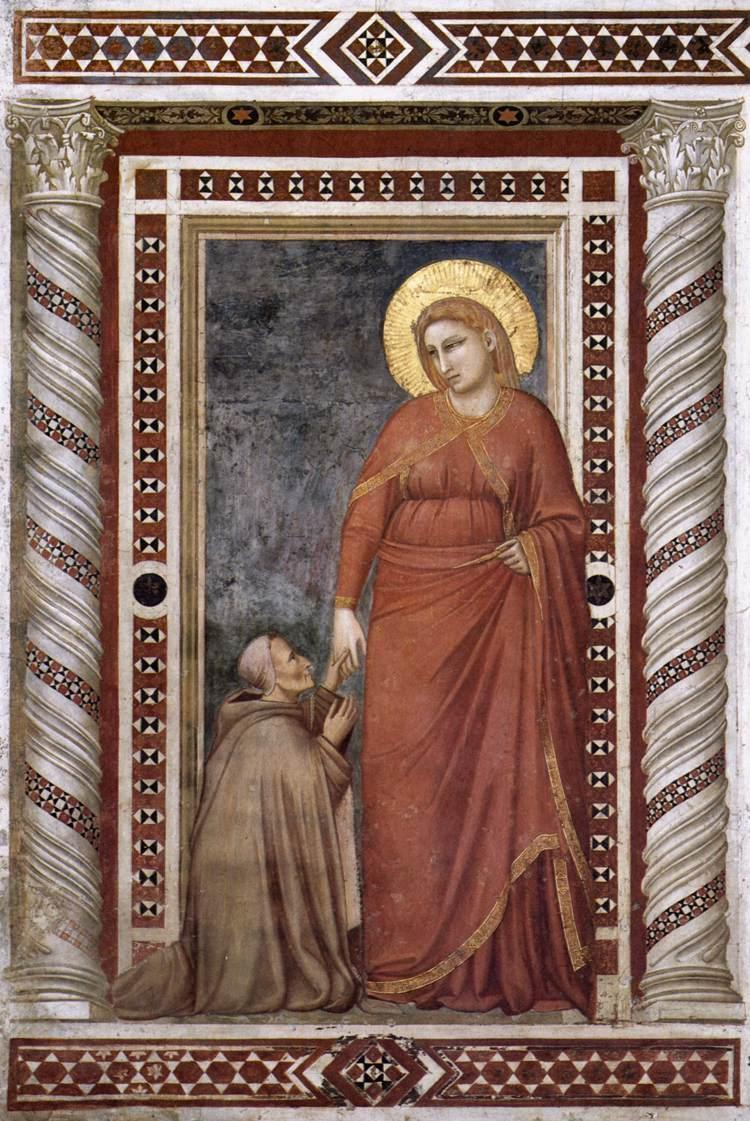
马达肋纳和蓬塔诺主教

马达肋纳小堂（Cappella della Maddalena）是亚西西的圣方济各圣殿下教堂右侧的第三座小堂，小堂的拱顶和墙壁完全覆盖着湿壁画，由乔托和他的团队绘制于1307-1308年，题为“马达肋纳的故事”。

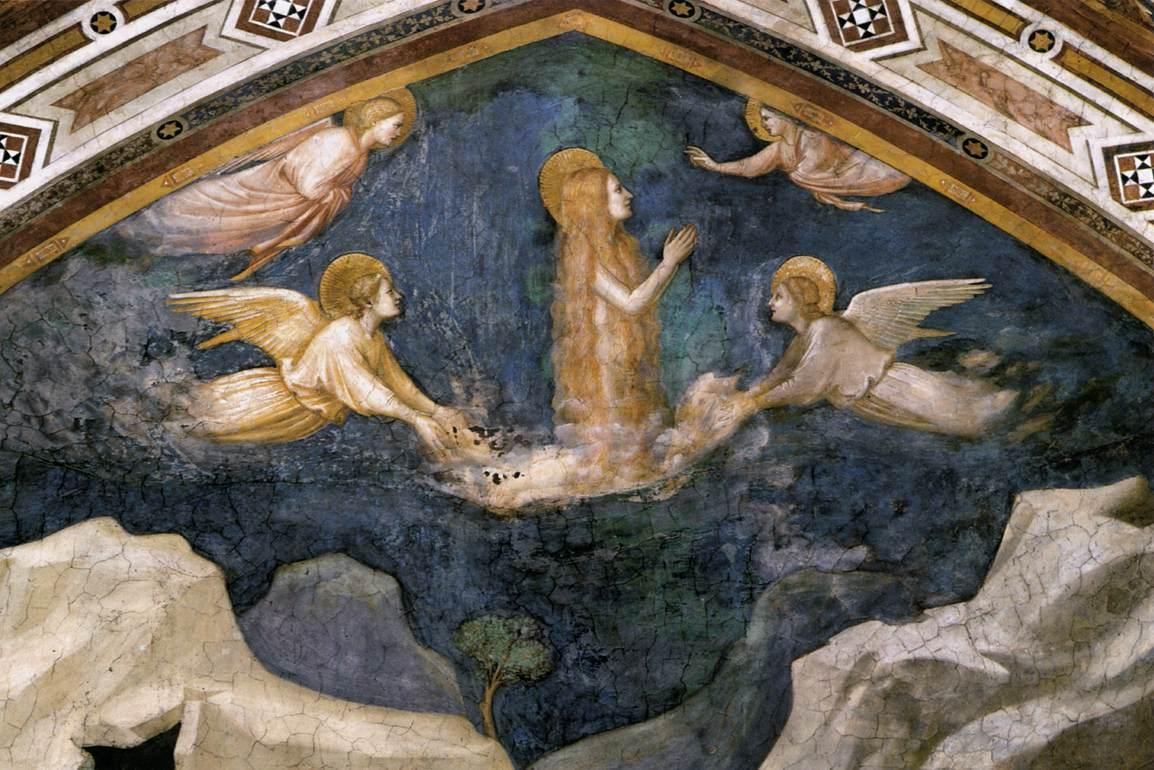
马达肋纳被天使带到天堂
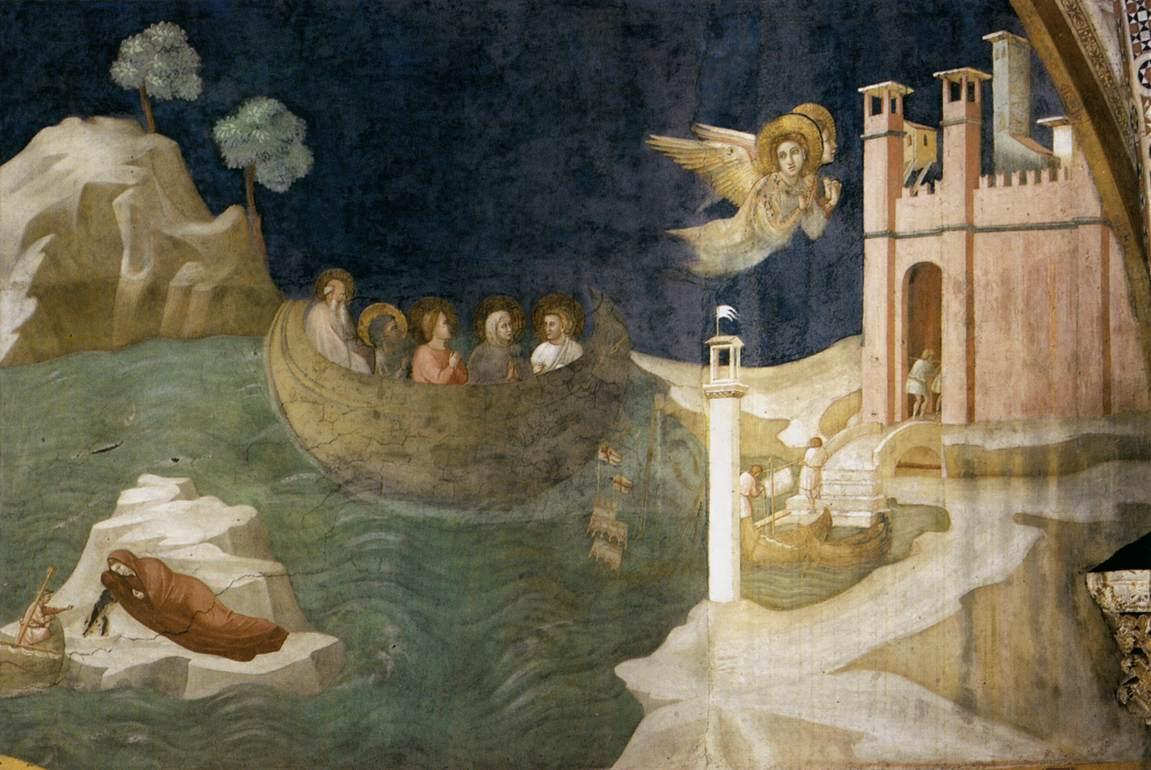
Approdo a Marsiglia
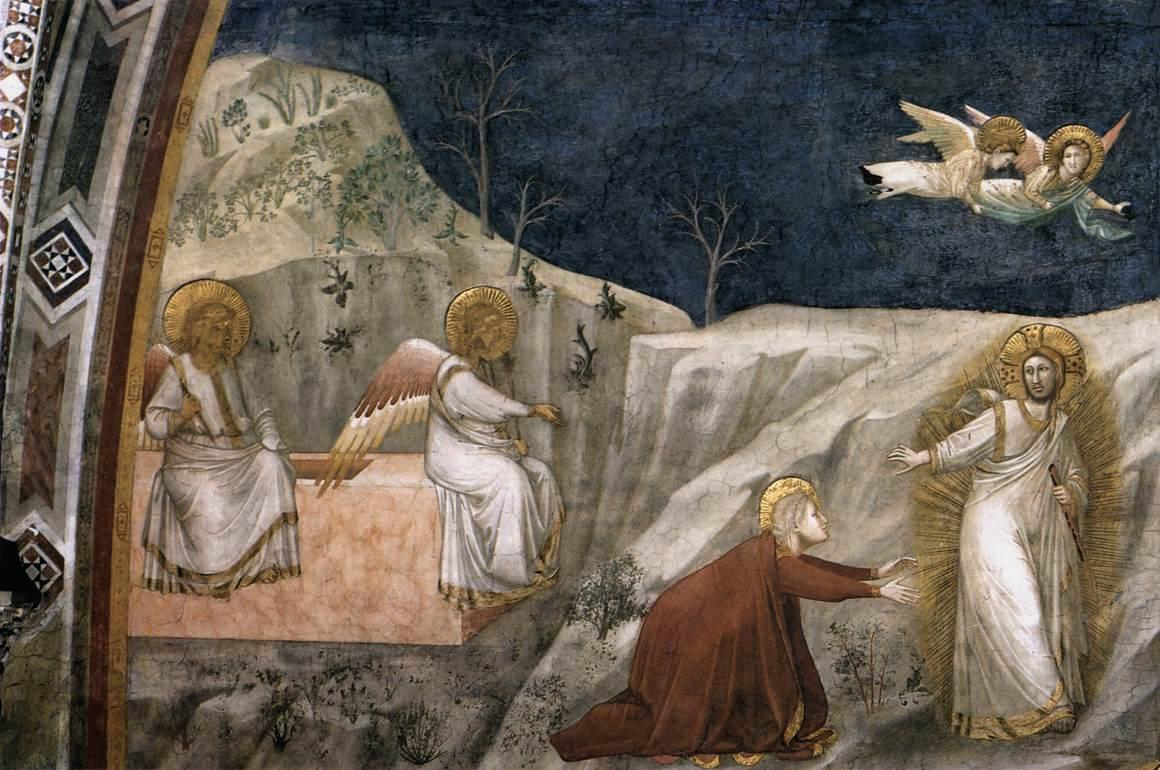
不要摸我
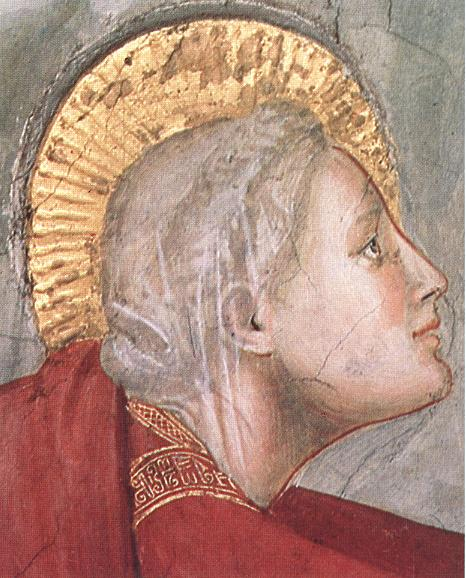
不要摸我，细部
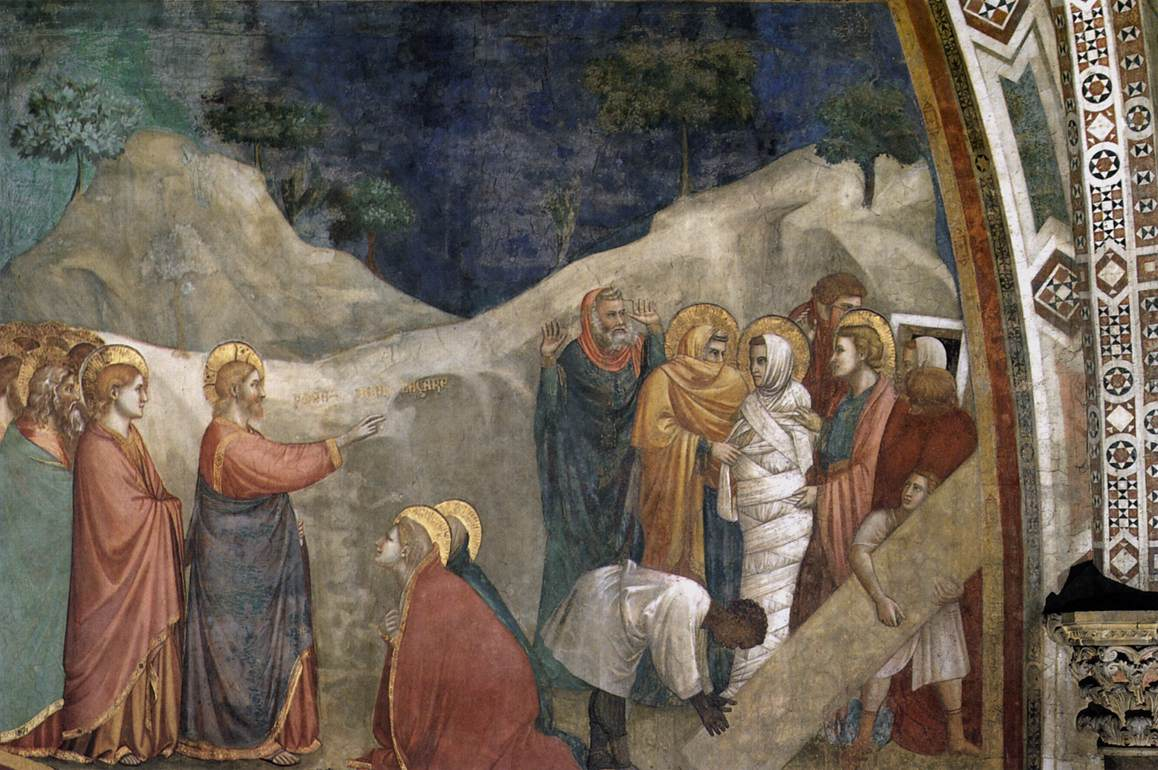
拉匝路复活
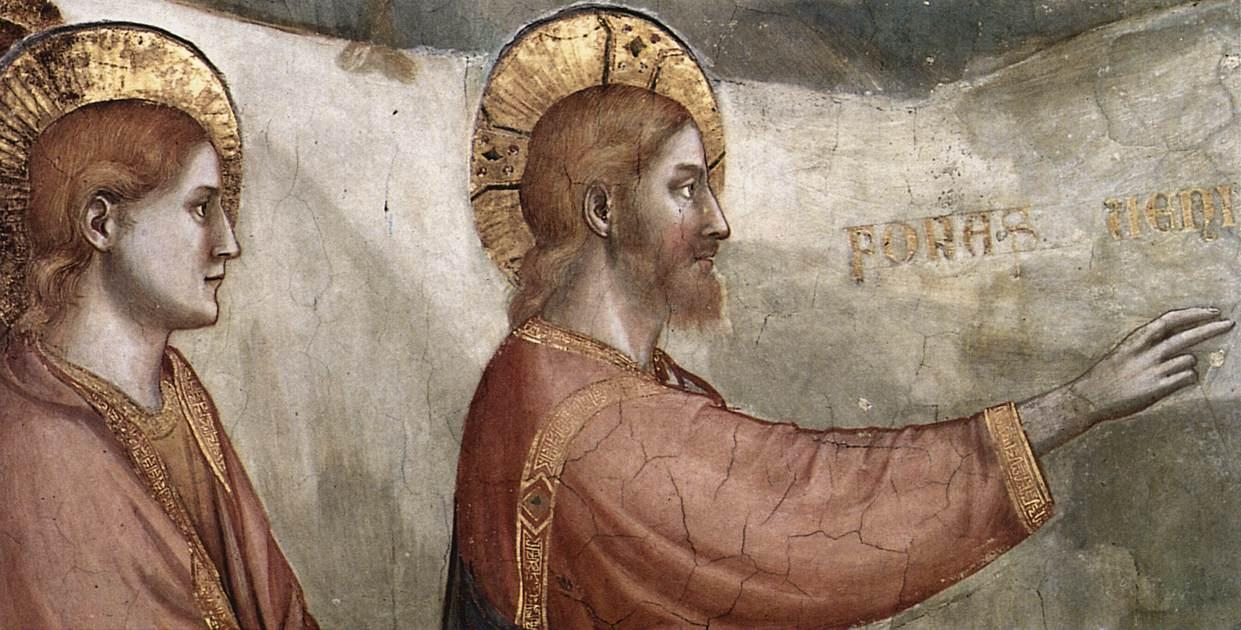
拉匝路复活，细部